# Kungsladugård, Göteborg
Kungsladugård är en stadsdel och ett primärområde i stadsområde Centrum i Göteborgs kommun, beläget i västra Göteborg. Stadsdelen har en areal på 111 hektar.
Stadsdelen består i huvudsak av två delar, de täta kvarteren av landshövdingehus i den norra delen och de öppna trädgårdskvarteren med villor och radhus i den södra delen. Några utmärkande platser är Plaskis (den stora plaskdammen på Älvsborgsplan), Mariaplan som ligger i stadsdelens centrum och Slottsskogskolonin som är ett koloniområde i stadsdelens östra del, närmast Slottsskogen.

## Geografi

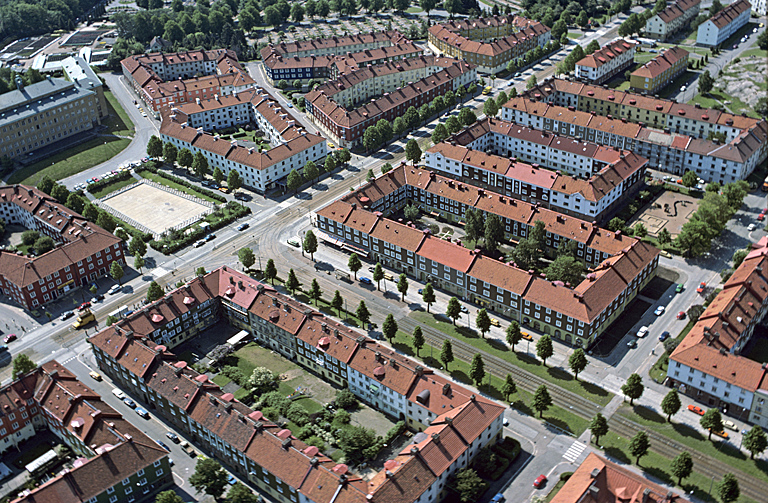
Flygfoto över Kungsladugård från 1977.

Stadsdelens norra del ligger på ett låglänt område som svagt sluttar uppåt mot söder. Väster om stadsdelen ligger det högre liggande området Sandarna och i öster ligger branterna upp mot Gråberget.
Stadsdelens södra del ligger till största delen i en dal som utgör fortsättningen på det sluttande området från Göta älv i norr. Utmed dalens östra sida ligger Gråberget och Slottsskogen, och utmed dalens västra sida klättrar stadsdelen upp på sidan av en ås vars krön är skogklätt. Åsen skiljer denna del av stadsdelen från den stora Västra kyrkogården. Längst i söder övergår det sakta sluttande området i små kullar där stadsdelen Högsbo tar vid.

## Historik
Stadsdelen fastställdes den 14 juli 1916 av Kungl. Maj:t och bildades av delar ur Majornas första och tredje rotar. och har stadsdelsnummer 24 Området har en betydligt äldre historia, som del av Älvsborgs slotts ägor och den gamla förstaden Majorna. Det är efter Älvsborgs Kungsladugård som stadsdelen fått sitt namn, en kungsgård belägen innanför Älvsborgs slott. I väster, nära älven inom nuvarande stadsdelen Majorna, ligger själva gårdsanläggningen. När staden Göteborg byggdes, med start 1621, revs Älvsborgs slott. Kungsladugården och dess marker tillföll då landshövdingen av Älvsborgs län. Kungsladugårdens ägor omfattade områden väster om Göteborg, från Stigbergsliden till Älvsborgs slott och sydost därom. Ett antal hundra hektar innefattande Majorna, Slottsskogen och Änggården.
| Vänster: karta över Kungsladugård, 1872. Höger: Hans Wilhelm Brandels plan för Kungsladugård, 1876. |  | Vänster: karta över Kungsladugård, 1872. Höger: Hans Wilhelm Brandels plan för Kungsladugård, 1876. |
| Vänster: karta över Kungsladugård, 1872. Höger: Hans Wilhelm Brandels plan för Kungsladugård, 1876. |  | |

| Vänster: Lilienbergs plan för Kungsladugård, 1916. Höger: Kungsladugård, 2008. |  | Vänster: Lilienbergs plan för Kungsladugård, 1916. Höger: Kungsladugård, 2008. |
| Vänster: Lilienbergs plan för Kungsladugård, 1916. Höger: Kungsladugård, 2008. |  |                                                                                |

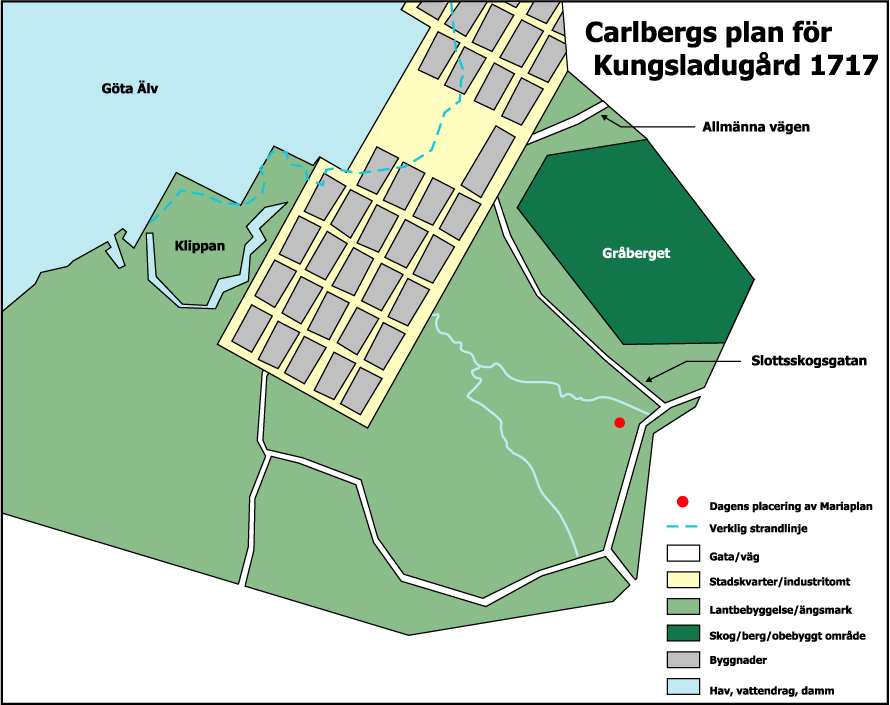
Bengt Wilhelm Carlbergs plan för Kungsladugård, 1717.

Under 1700-talet växte staden, och utanför stadsgränsen på kungsladugårdens marker kom spontan bebyggelse att växa fram. I Majorna, längs med Allmänna vägen som följer älven från staden till Klippan, arrenderades tomter ut för olika verksamheter och enklare bostäder. Skyddad av landshövdingen förblev Slottsskogen obebyggd, Änggården öster därom köptes ut från kungsladugården. Den 24 maj 1716 skänkte Karl XII till Göteborgs stad Kungsladugårds ägor (samt Gamla Varvet och Gamla Älvsborgs backe), mot att staden till sitt försvar skulle anskaffa 3 stycken skepp och 60 stycken kanoner.
1868 införlivades kungsladugårdens mark i Göteborgs stad och bildade Carl Johans församling och 1876 upprättades en stadsplan som dock ej genomfördes. Fram till 1900-talets början blev området därför en obebyggd jordbruksmark under "Kungsladugården".
Stadsplanen för stadsdelen lades fast 1916 av Albert Lilienberg. Planen omfattade de då obebyggda ängarna söder om Klippan som tillhört Älvsborgs kungsladugård. Göteborg var vid den här tiden i stort behov av ordentliga arbetarbostäder och den nya stadsdelen blev en fortsättning på arbetarstadsdelen Majorna som sträckte sig längs älven fram till Klippan. Planen avsåg att få fram en välordnad stadsdel men syftade även till att få fram variation. Stora kvarter av landshövdingehus med ljusa gårdar uppfördes mellan 1917 och 1935 från Majorna i norr, och söderut. Gatorna består av omväxlande breda esplanader, krökta smågator och många mindre platsbildningar (turbinplatser). Söder om stadskvarteren byggdes samtidigt ett egnahemsområde.
Fyra miljöer inom stadsdelen, som behållit den ursprungliga bebyggelsen, anses vara av kulturhistoriskt riksintresse till stor del på grund av den enhetligt utförda stadsplanen. De fyra är: Landshövdingehusen (miljön omfattar ett 30-tal kvarter med landshövdingehus, skola med mera, mellan Karl Johansgatan och Ståthållaregatan), Kungsladugårdskolonin (miljön omfattar en grupp koloniträdgårdar med stugor), Kungsladugårds egnahem (miljön omfattar radhus, parhus och villor samt enstaka stiftelsehus i sydöstra delen) samt bostadshus vid Svaleboplatsen (miljön omfattar ett 20-tal flerbostadshus norr om Högsboleden).

### Silverkällan
Silverkällan var en stadsbrunn i kvarteret Bolmörten vid Bruksgatan i Kungsladugård. Källan låg i den nordvästra delen av det nuvarande området för spårvagnshallarna, och lades igen i början av 1880-talet när hallarna vid Älvsborgsgatan uppfördes och Bruksgatan lades ut. Det var egentligen två källor bredvid varandra, där den ena troligen kallades för Guldkällan. Båda källorna var stadsbrunnar åt Älvsborgs stad. På platsen vid Silverkällan låg ett gammalt trähus med samma namn, vilket revs då vagnhallarna skulle uppföras. Innan stadens vattenledning dragits dit ut, var källan ett av de bästa hämtningsställena i Majorna. Vattnet uppges ha varit välsmakande och nästan kristallklart.
Under torra somrar anlitades källan av folk långväga ifrån, men den tycks trots det aldrig ha sinat. Man hämtade vattnet i spänner, som bars i ok över axlarna. Det fanns även professionella "vattumän" på den tiden, personer som mot betalning hämtade vatten till hushållen. Det vanliga priset var sex styver för varje 'vända', alltså hämtning med två fyllda spänner. Silverkällan överbyggdes senare av bruksägaren David Carnegie med ett källhus av rött tegel. Det var då en tid på modet att promenera dit ut och dricka brunn, trots att källan bevisligen inte hade några speciellt hälsobringande effekter.

## Kvarter

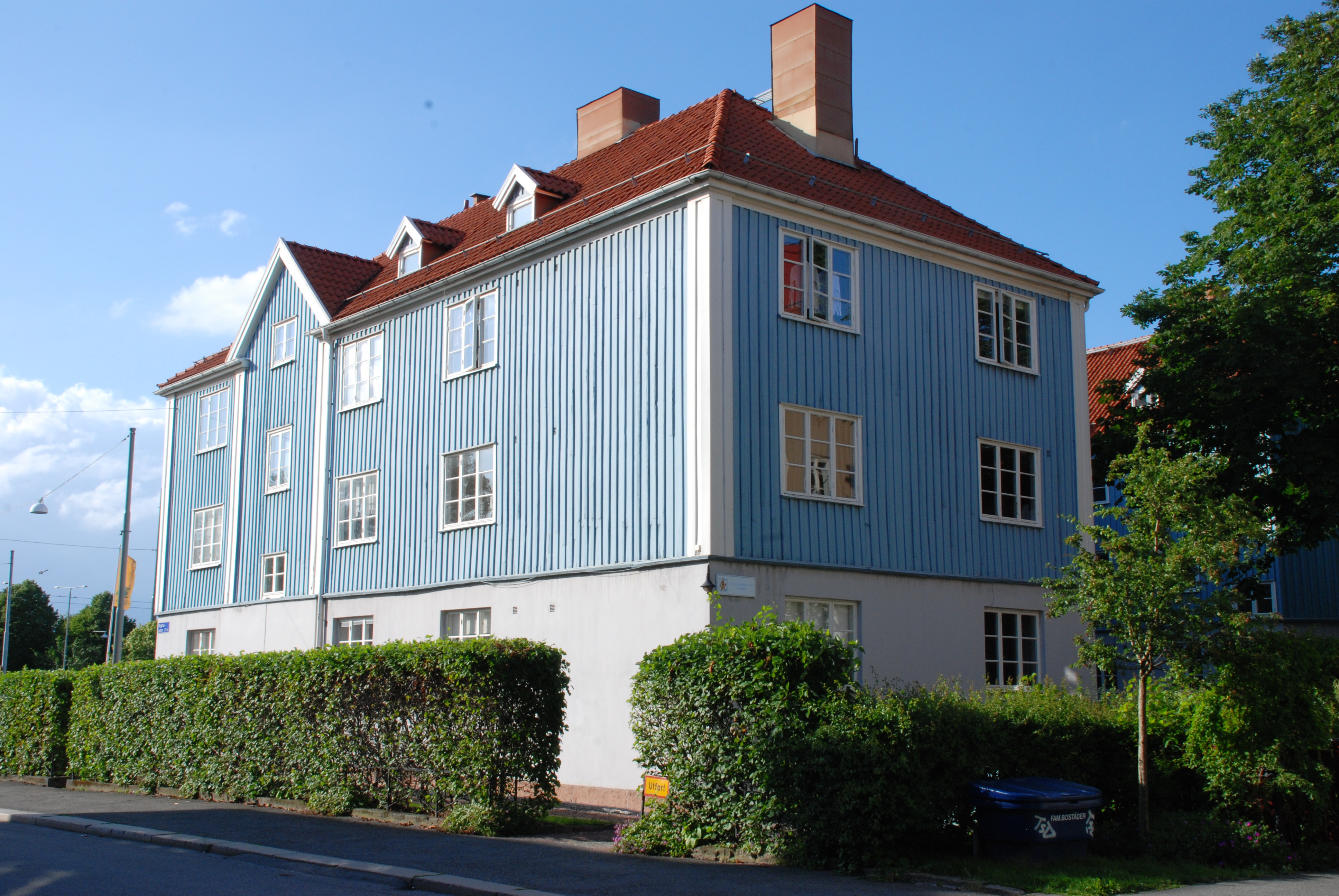
Kvarteret Blåklinten.

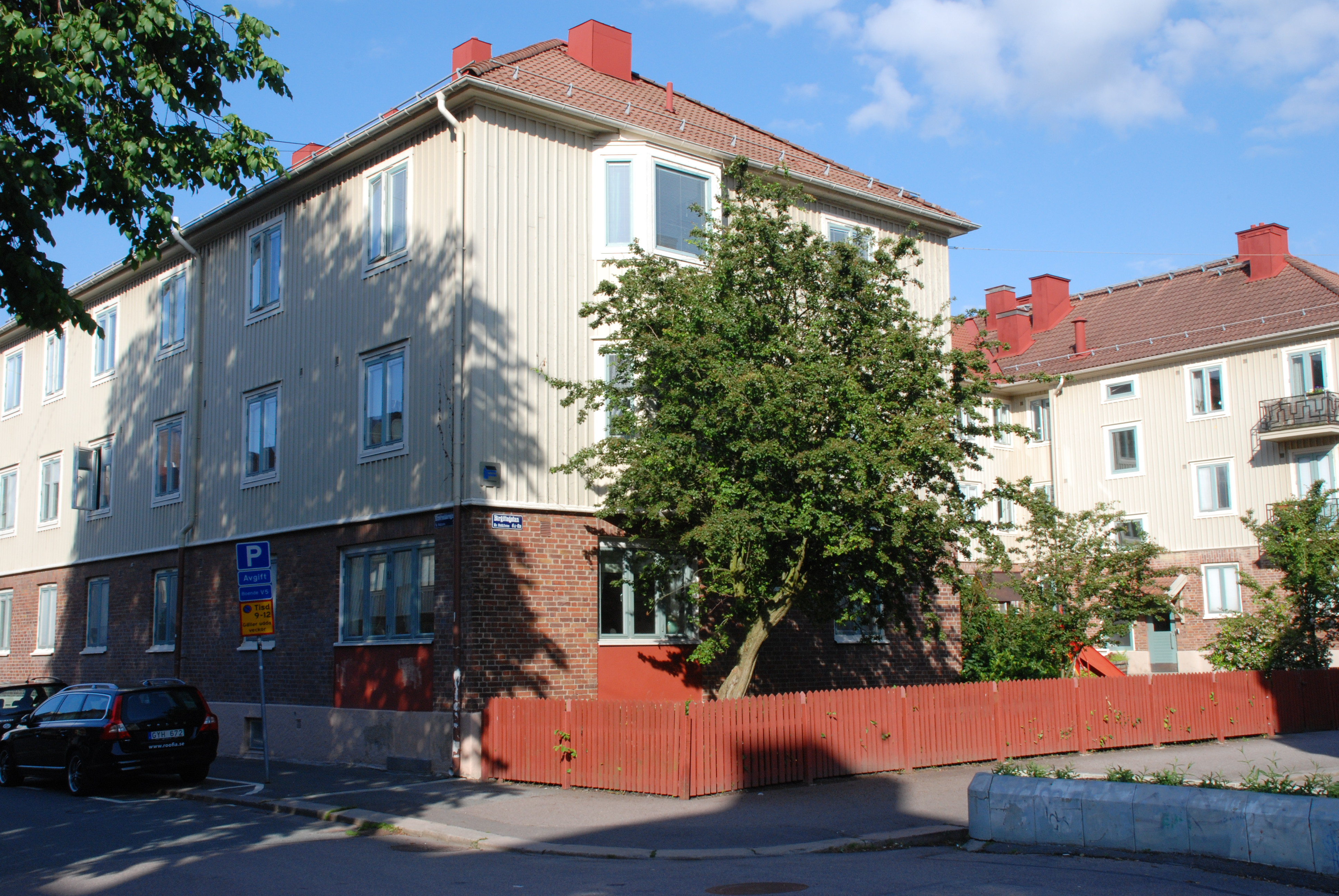
Kvarteret Rödklinten.

Kungsladugård omfattade 1923 av följande kvarter: N:o 1 Blåklinten, N:o 2 Rödklinten, N:o 3 Styvmorsviolen, N:o 4 Gullkragen, N:o 5 Blåklockan, N:o 6 Linnéan, N:o 7 Vintergrönan, N:o 8 Hästhoven, N:o 9 Kattfoten, N:o 10 Maskrosen, N:o 11 Prästkragen, N:o 12 Kungsljuset, N:o 13 Fingerblomman, N:o 14 Bolmörten, N:o 15 Ärenprisen, N:o 16 Ögontrösten, N:o 17 Höskallran, N:o 18 Gullvivan, N:o 19 Majvivan, N:o 20 Duvkullan, N:o 21 Svalörten, N:o 22 Snarreven, N:o 23 Smörbollen, N:o 24 Smörblomman, N:o 25 Stenbrackan, N:o 26 Kattosten, N:o 27 Kabbelekan, N:o 28 Blodnävan, N:o 29 Besksötan, N:o 30 Kärleksörten, N:o 31 Konvaljen, N:o 32 Vårlöken, N:o 33 Stormhatten, N:o 34 Svärdsliljan, N:o 35 Daggkåpan, N:o 36 Rödklövern, N:o 37 Gullpudran, N:o 39 Misteln, N:o 40 Renfanan, N:o 41 Gullriset, N:o 42 Malörten, N:o 43 Vitklövern, N:o 44 Blomvassen, N:o 45 Vattenklövern, N:o 46 Murgrönan, N:o 47 Sårläkan, N:o 48 Tjärblomman, N:o 49 Gökskällan, N:o 50 Blåsippan, N:o 51 Vitsippan, N:o 52 Porsen, N:o 53 Fjällsippan, N:o 54 Nattviolen, N:o 55 Solvändan, N:o 56 Taklöken, N:o 57 Käringtanden, N:o 58 Riddarsporren, N:o 59 Andmaten, N:o 60 Ljungen, N:o 61 Klockljungen, N:o 62 Getporsen, N:o 63 Fackelblomstret, N:o 64 Näckrosen, N:o 65 Hästsvansen, N:o 66 Sältingen, N:o 67 Kardborren, N:o 68 Ormbunken, N:o 69 Trollörten, N:o 70 Stensötan, N:o 71 Alprosen, N:o 72 Vätterosen, N:o 73 Ängsullen
Efter stora förändringar 1923 av stadsplanen (nya gator och nya hus som delat upp kvarter) har flera nya kvarter tillkommit och en del har utgått. Nya kvarter efter 1923 är:
N:o 74 Harsyran, N:o 75 Rödplistern, N:o 78 Jordrevan, N:o 79 Åkermyntan, N:o 80 Sötblomstret, N:o 81 Mandelblomman, N:o 82 Åkervindan, N:o 83 Gåsörten, N:o 84 Backtimjan,  N:o 85 Blåbärsriset,  N:o 86 Lingonriset, N:o 87 Kärrspiran, N:o 88 Ängskrassen,  N:o 89 Sötväpplingen,  N:o 90 Ängssvingeln, N:o 91 Draktimjan, N:o 92 Dunörten, N:o 93 Fingerörten, N:o 94 Fjällrosen, N:o 95 Myrliljan, N:o 96 Tallörten, N:o 97 Vitmåran, N:o 98 Gulmåran.

### Kvartersbeskrivning
- 1:a kvarteret Blåklinten, omges av Jaegerdorffsplatsen, Kustroddaregatan, Birgittagatan och Karl Johansgatan. Det består av tre byggnader med olika form och storlek. Två fick bygglov 1917, och 1930 tillkom huset mot Jaegerdorffsplatsen. Arkitekterna var; Karl Severin Hansson (1917-18) samt H. Larsson och Gunnar L. Peterson (1930-31).
- 2:a kvarteret Rödklinten, Omges av Slottsskogsgatan, Carnegiegatan, Birgittagatan och Kustroddaregatan. Kvarteret innehåller tre hästskoformade hus, Uppförda i början på 1930-talet. På 1970-talet genomfördes en större ombyggnad. Arkitekter var Birger Johansson och Ernst Jämfelt (1932) samt Gotthard Gillermo och H. Larsson (1933).[13]
- 3:e kvarteret Styvmorsviolen, omges av Slottsskogsgatan, Hägergatan, Birgittagatan och Carnegiegatan.

### Broströmska stiftelsen - en byggnad med bostadssocial inriktning

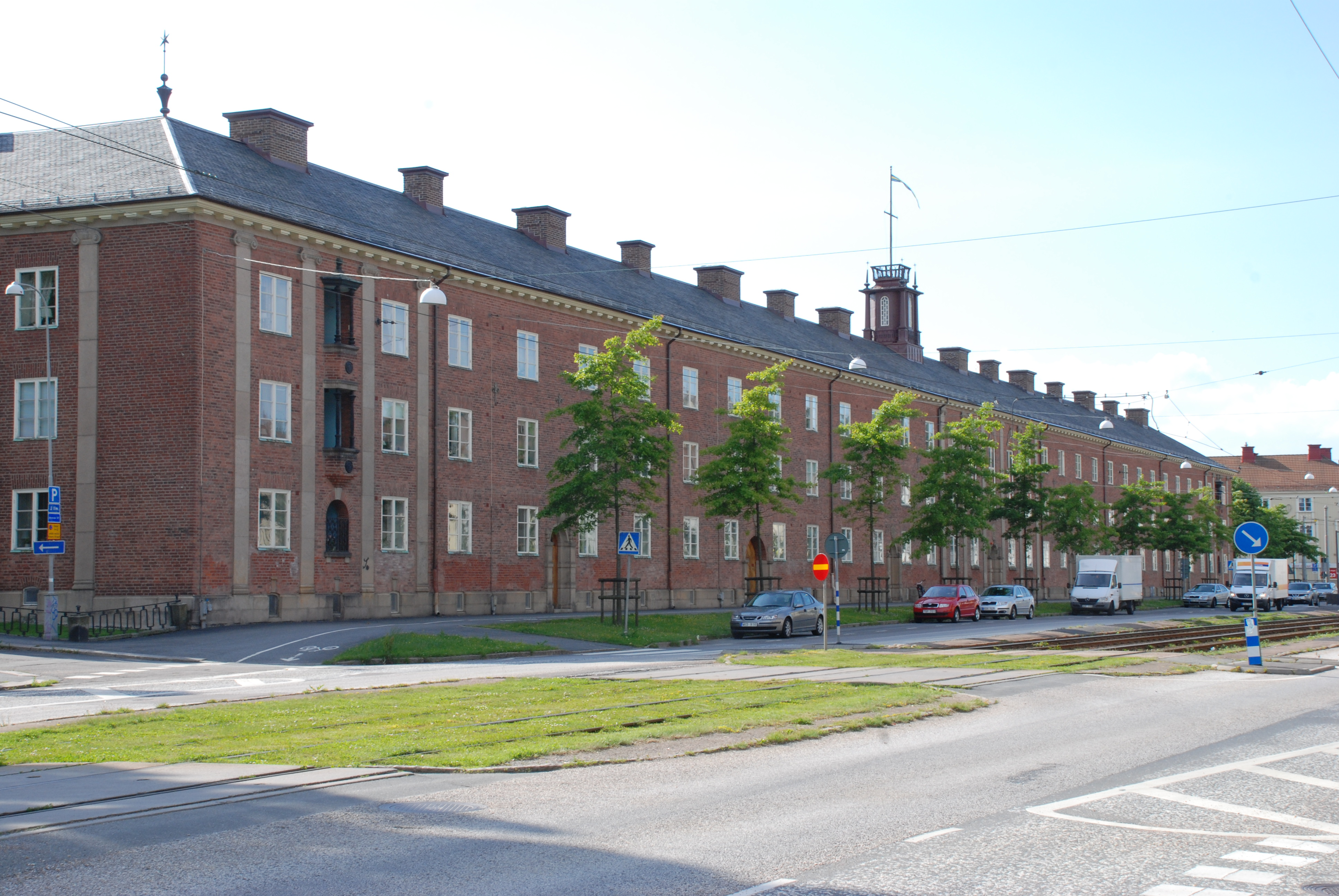
Broströmska stiftelsens hus i Kungsladugård.

Inom stadsdelen finns sedan 3 mars 2017 ett byggnadsminne. Det är Broströmska stiftelsen, vars byggnader uppfördes 1924. Husen och dess kvarter är infogade i den stadsplan över Kungsladugård, som Albert Lilienberg utarbetade 1911–1915 (fastställd av Kungl. Maj:t den 14 juli 1916). Husen är ritade av arkitekten Andrew Persson. Byggnaderna uppfördes i stiftelsens regi efter en donation av arvingarna till Axel och Mathilda Broström. Stiftelsen angav en tydlig social inriktning för bostadsbyggandet. Det finns ännu hyresgäster i fastigheten med anknytning till sjöfarten. Byggnaderna inrymmer drygt 100 lägenheter fördelade på 1-3 rum och kök. I bottenplanet finns några lokaler för andra verksamheter. Lägenheterna var avsedda för anställda – eller deras änkor – inom sjöfarten, vid Göteborgs hamn, Göteborgs tullverk eller inom järnväg, post-, telegraf- eller kommunalförvaltning.

### Dalheimers hus
Strax nordost om Kungsladugård, mellan Gråberget och Slottsskogsgatan i stadsdelen Majornas 1:a rote, byggdes 1974 Dalheimers hus efter att godsägaren Fritz Potenz Dalheimer 1922 gett en donation för "att bereda hem för blinda, vanföra eller eljest lytta människors vård företrädesvis från lärare- eller lägre tjänstemannaklassen". Huset består av sex våningar och används som korttidsboende, med daglig verksamhet och friskvårdscenter.

## Samhällsliv och kultur

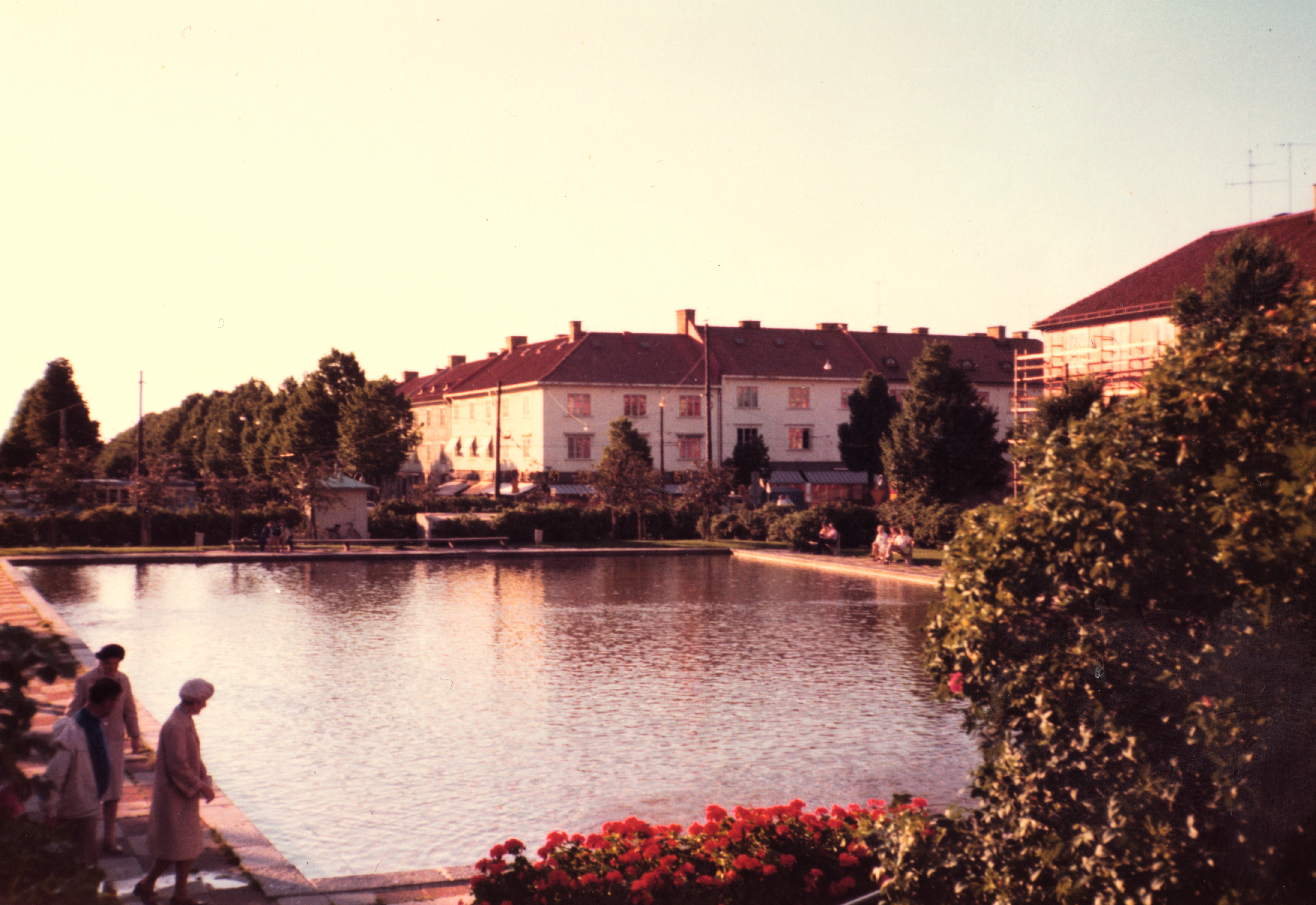
Plaskis vid Kungsladugårdsskolan, cirka 1992.

### Plaskis
Plaskis, som ursprungligen hette älvsborgsdammen, är en stor plaskdamm på Älvsborgsplan, anlagd 1930-1931[källa behövs] för medel ur Charles Felix Lindbergs fond. Dammen är sommartid en populär badplats för barnfamiljer och har under vår och höst, då den är torrlagd, varit en lika populär yta för skatare, inlineåkare och liknande. 

### Utbildning
Kungsladugårdsskolan, vid Birger Jarlsgatan, stod klar 1932 efter ritningar av arkitekt Ragnar Ossian Swensson (1882-1959).

### Offentlig konst i stadsdelen Kungsladugård
I stadsdelen finns tre skulpturer:
- Statyn Ung man i tidstypisk 1940-talsstil föreställande en ung naken man i nästan naturlig storlek. Statyn står i slutet av Ståthållaregatans allé, framför ett tidstypiskt hyreshus.
- Skulpturen Vårdträdet i form av ett flera meter högt kastanjeträd i brons med rinnande vatten som del av verket. Skulpturen står på planen framför Dalheimers hus i nordöstra delen av stadsdelen, mellan Slottsskogsgatan och Gråberget. Konstnär är Lars Stocks och skulpturen placerades 1991.
- Skulpturen Boll i modern 2000-talsstil i form av en himmelsblå sfär av rostfritt stål med runda polerade partier. Skulpturen står mellan plaskdammen på Älvsborgsplan och Kungsladugårdsskolan, och färgen på skulpturen återfinns i färgen på dammens botten. Konstnär är Berit Lindfeldt och skulpturen placerades i maj 2007.

Seminariet för huslig utbildning, vid Birger Jarlsgatan 5, invigdes 1970 och är ritad av arkitekt Sven Brolid. Ombyggt till studentboendet Birger Jarl.

## Nyckeltal

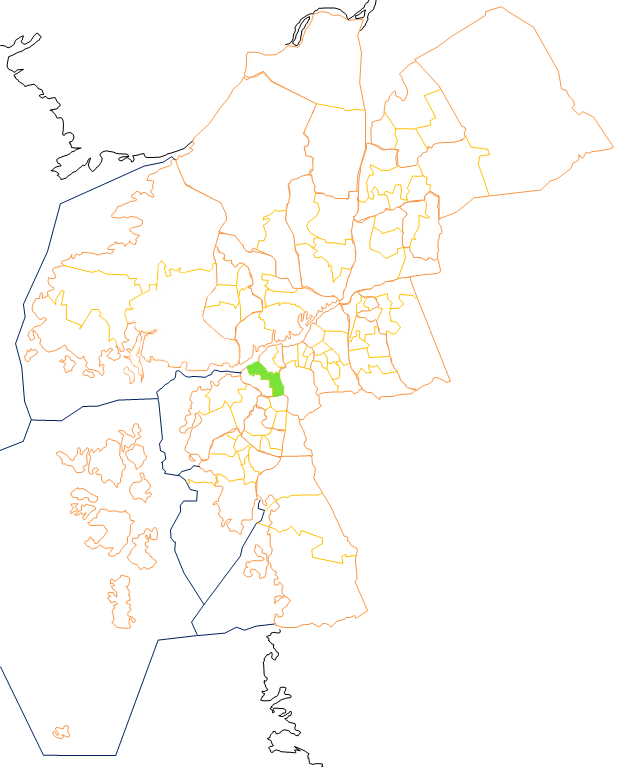
Kungsladugård

Nyckeltalen redovisar statistik som beskriver Göteborg och dess 96 delområden, primärområden, per den 31 december och kan användas för att jämföra de olika områdena. Nedan redovisas uppgifter för primärområdet och jämförelse görs mot uppgifterna för hela kommunen.
|                                                           | Kungsladugård | Hela Göteborg |
| --------------------------------------------------------- | ------------- | ------------- |
| Folkmängd                                                 | 10 985        | 587 549       |
| Befolkningsförändring 2020–2021                           | -154          | +4 493        |
| Andel födda i utlandet                                    | 15,2 %        | 28,3 %        |
| Andel utrikes födda eller med två utrikes födda föräldrar | 19,1 %        | 38,1 %        |
| Medelinkomst                                              | 313 100 kr    | 332 400 kr    |
| Arbetslöshet                                              | 6,2 %         | 6,6 %         |
| Antal ersatta dagar från F-kassan per person (16-64 år)   | 26,1          | 19,5          |
| Andel med eftergymnasial utbildning (minst 3 år)          | 46,1 %        | 37,9 %        |
| Andel bostäder före 1941                                  | 65,5 %        |               |
| Andel bostäder i allmännyttan                             | 60,1 %        | 25,9 %        |
| Antal färdigställda bostäder 2021                         | 0             |               |
| Andel bostäder i småhus                                   | 7,1 %         | 18,3 %        |

## Stadsområdes- och stadsdelsnämndstillhörighet
Primärområdet tillhörde fram till årsskiftet 2020/2021 stadsdelsnämndsområdet Majorna-Linné och ingår sedan den 1 januari 2021 i stadsområde Centrum.